# Paratendipes inarmatus
Paratendipes inarmatus är en tvåvingeart som beskrevs av Freeman 1962. Paratendipes inarmatus ingår i släktet Paratendipes och familjen fjädermyggor. Inga underarter finns listade i Catalogue of Life.